# Мурочья
Мурочья — река в России, протекает в Поддорском и Старорусском районах Новгородской области. Река вытекает из болота Брилевский Мох и течёт на север, около устья поворачивает на запад. Устье реки находится в 24 км по правому берегу реки Язвищенская Робья на высоте 64,9 м. Длина реки составляет 20 км.
Населённых пунктов по берегам реки нет.

## Данные водного реестра
По данным государственного водного реестра России относится к Балтийскому бассейновому округу, водохозяйственный участок реки — Ловать и Пола, речной подбассейн реки — Волхов. Относится к речному бассейну реки Нева (включая бассейны рек Онежского и Ладожского озера).
Код объекта в государственном водном реестре — 01040200312102000023803.